# J Mays
J Mays, född den 15 oktober 1954 i Pauls Valley, är en amerikansk bildesigner.
Mays studerade industridesign vid Art Center College of Design i Kalifornien. Efter examen arbetade han för bland andra Audi och Volkswagen. 1997 värvades han till Ford Motor Company som chefsdesigner.
Mays avslutade karriären som chefsdesigner för vitvarutillverkaren Whirlpool innan han gick i pension 2021.